# Henning Büring
Henning Büring (* um 1453 in Hildesheim; † 10. März 1499 in Hamburg) war ein Hamburger Bürgermeister.

## Leben und Wirken
Henning Büring war ein Sohn von Hinrich Büring und dessen Ehefrau Methke (?). Die Familie galt in Hildesheim als bekannt, gehörte jedoch nicht zum höchsten Stand. Das Ehepaar hatte einen weiteren älteren Sohn und zwei Töchter, deren Nachkommen über Kontakte mit Geistlichen und Eheschließungen mit Kaufleuten über Hildesheim hinaus belegt sind. Dazu zählen die Familien Raven in Hamburg und Braunschweig, Vaget in Goslar und Hamburg sowie Ostra in Hamburg.
Henning Büring, der keinen Erbanteil erhielt, ist in Hildesheimer Dokumenten bis 1467 zu finden und wurde im selben Jahr erstmals in Hamburg verzeichnet. Von hier unterhielt er seit ungefähr zehn Jahren Kontakte zu Handelspartnern in England. 1467 stritt er mit einem Vetter, der ihm ein Haus in Lübeck überließ. Bei den Auseinandersetzungen vermittelte der Hamburger Kaufmann Hans Sandow. Dieser war verheiratet mit Barbara, die entweder eine Tochter des Kaufmanns Lambert Wittenborg oder des Kaufmanns und Bürgermeisters Hinrich Koting war. Büring vermittelte 1469 in einer Schuldfrage, in die Sandow verwickelt war. 1471 heiratete er dessen zu diesem Zeitpunkt ungefähr 16-jährige Tochter Anna.
Von 1467 bis 1473 etablierte sich Büring in Hamburg. 1468 beschäftigte er acht Mitarbeiter und trat in zwei Bruderschaften ein, erwarb Renten der Hansestädte Hamburg und Lübeck und beteiligte sich an einer Fenster-Stiftung. 1469 wurde er Hamburger Ratsherr. Der Rat übergab Büring sieben Aufgabenbereiche, darunter jene für „Schiffe“ und „Krieg“. Ein Grund hierfür kann gewesen sein, dass der Kaufmann 1468 englischen Repressionen gegen Kaufleute der Hanse 1468 erfolgreich begegnet war. Büring agierte im Rat aus eigenem geschäftlichen Interesse, übernahm Routineaufgaben und widmete sich insbesondere Auseinandersetzungen mit England. Während des Hansisch-Englischen Kriegs rüstete er im Auftrag des Rates Schiffe aus oder kaufte sie an. Zugunsten der Kämmerei ging er selbst auf Kaperfahrt und erwarb „Feindesgut“, versorgte englische Gefangene und lieferte wie Hans Sandow Waffen für die Hanse. Gemeinsam mit Hinrich Murmester und anderen Geschäftspartnern unterhielt er eigene Kriegsschiffe.
1472 reisten Büring und Murmester nach Lübeck, um in der „causa Anglicorum“ zu verhandeln. Gemeinsam mit einem Ratssekretär beteiligten sie sich im Auftrag der Hansestädte an den Verhandlungen zum Frieden von Utrecht. Büring gehörte dabei der engeren Kommission an. Von den insgesamt 60 Reisen, die er im Auftrag des Rates bis Lebensende unternahm, dürfte diese die Wichtigste gewesen sein.
Von 1474 bis 1493 betätigte sich Büring überwiegend als Kaufmann. Einzelne Dokumente lassen vermuten, dass er weit verzweigte Handelsbeziehungen unterhielt. 1476 erwarb er erstmals ein eigenes Schiff des Rates. Außerdem kaufte er von einem Privatmann ein Wohnhaus an der Straße Neue Burg, für das er große Schulden aufnahm. Ab 1480 kaufte er Renten von Privatleuten. Obwohl er danach zunehmend reiste, konnte er weitere Renten erwerben. Daher ist davon auszugehen, dass er weiter Handel betrieb. Der Rote Zoll von Hamburg verzeichnete von 1480 bis 1487 regelmäßig wiederkehrende Umsätze. Da seine Geschäftstätigkeiten von einem durch eine Hungersnot ausgelösten Volksaufstand 1483 nicht beeinträchtigt wurden, ist davon auszugehen, dass er keine überhöhten Preise für Korn nahm. Dafür spricht auch, dass er 1486 zu einem der vier Bürgermeister Hamburgs aufstieg.
Auch im Bürgermeisteramt nutzte er das vom Rat übertragene Mandat für eigene geschäftliche Interessen. 1487 reiste er zu den Lübecker Hansetagen, wo er zum Rechnungsprüfer des Londoner Kontors im Stalhof berufen wurde. Dort durfte er Warenverluste schätzen, von deren Schadensregulierung er und seine Geschäftspartner profitierten. Büring handelte bis 1492 Leinwände mit englischen Geschäftspartnern und blieb in diesem Bereich politisch tätig. Letzte Hinweise für Handelsgeschäfte sind für 1493 belegt. Ein Jahr später erbte er ein Vermögen seines verstorbenen Schwiegervaters Hans Sandow. Büring erwarb weitere Renten und stellte 1495/96 die Geschäftstätigkeiten und Reisen im Auftrag des Rates ein. 1499 stieg er zum ersten worthaltenden Bürgermeister auf, verstarb jedoch wenige Monate später.

## Nachlass

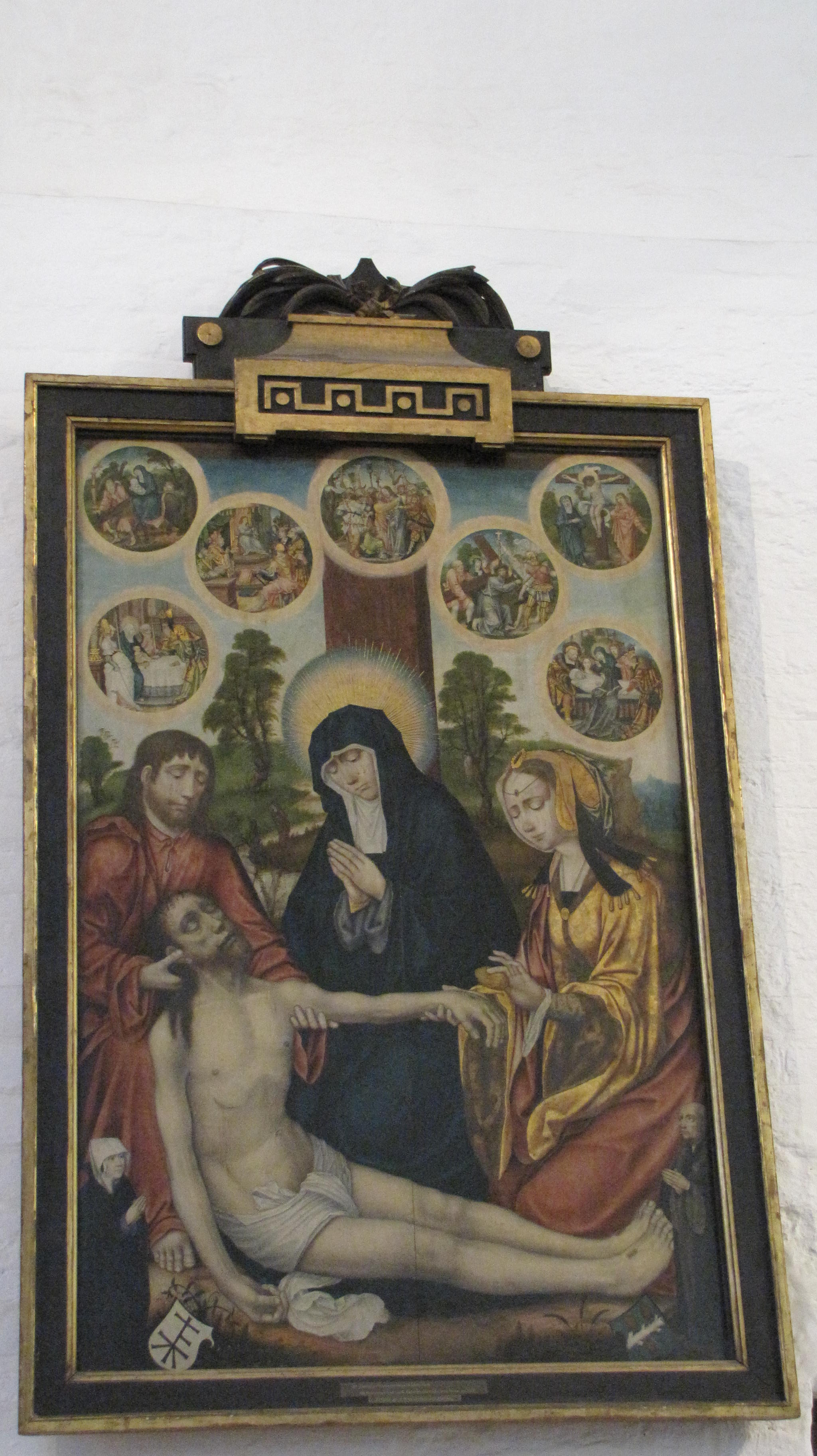
Beweinung Christi mit dem Stifterehepaar Büring, um 1520.

Henning Büring hinterließ laut Heinrich Reincke „vermutlich 46.000 Mark lübisch“, womit es das seinerzeit größte Erbe in Hamburg gewesen wäre. Unklar ist, ob Büring das Vermögen zu Lebzeiten selbst erwirtschaftete oder die Witwe das Erbe in ihrer verbliebenen Lebenszeit zu diesem Stand brachte. Möglich wäre auch, dass der Neffe Lütke Büring (um 1464–1530), der in England als Kaufmann und später als Ältermann im Londoner Hansekontor arbeitete, Teile des Vermögens erhielt.
Wenngleich Belege für eine Hinterlassenschaft von Waren oder Schiffen fehlen, ist dokumentiert, dass Büring seiner Witwe, die nach dem Tod ihres Ehemanns nicht erneut heiratete, Renten für ein Kapital von 6450 Mark lübisch übertrug. Außerdem besaß das Ehepaar elf oder zwölf Immobilien. Das erste Wohnhaus an der Neuen Burg hielt Anna Büring bis 1511. Lütke Büring verkaufte es 1529 für 6500 Mark lübisch. Anna Büring wohnte zunächst in einem bescheidenen Eckhaus, das ihr Ehemann 1486 als Ratsmitglied aufgrund der damit verbundenen Privilegien zu sehr geringen Kosten von der Stadt erworben hatte. 1524 zog sie in ein Haus an der Grimm um.
Anna Büring stiftete der Sankt Katharinenkirche ein Tafelbild mit einer Beweinung Christi (um 1520), das heute wieder vor Ort zu sehen ist.
Seit 1929 erinnert die Büringstwiete im Stadtteil Ohlsdorf an Henning Büring. 2017 wurde sie zusätzlich seiner Frau Anna gewidmet.